# Guatimozín
Guatimozín är en ort i Argentina.   Den ligger i provinsen Córdoba, i den centrala delen av landet, 400 km väster om huvudstaden Buenos Aires. Guatimozín ligger 127 meter över havet och antalet invånare är 2 524.
Terrängen runt Guatimozín är mycket platt. Runt Guatimozín är det glesbefolkat, med 10 invånare per kvadratkilometer.. Guatimozín är det största samhället i trakten.
Trakten runt Guatimozín består till största delen av jordbruksmark.